# Joachim Bißmeier

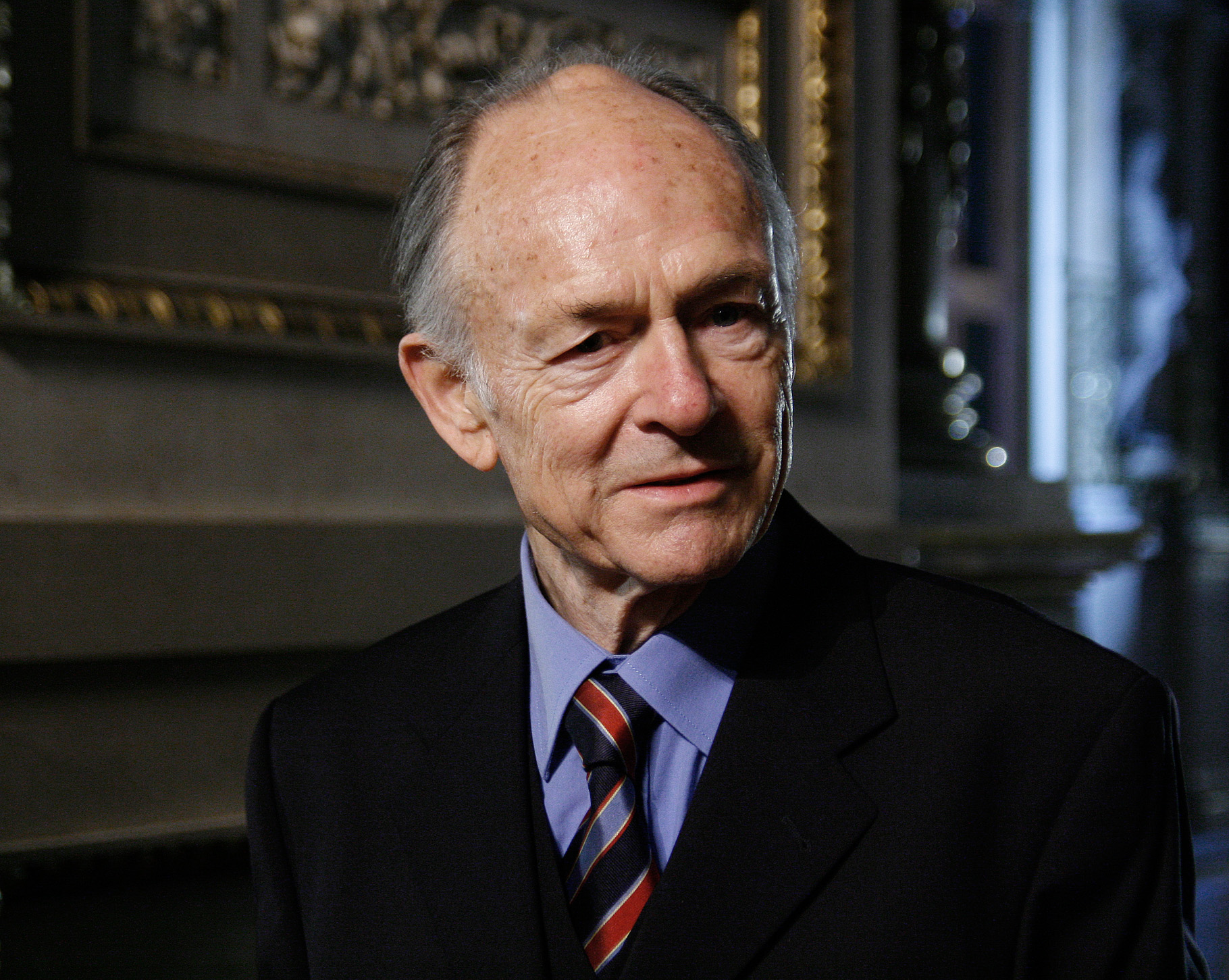
Joachim Bißmeier (2010)

Joachim Bißmeier (* 22. November 1936 in Bonn) ist ein deutscher Schauspieler.

## Biographie
Bißmeier absolvierte die Schauspielausbildung an der Folkwangschule in Essen und debütierte 1960 als Rodrigo in Shakespeares Othello (Regie: Werner Krauth) an den Wuppertaler Bühnen. Es folgten Engagements am Contra-Kreis-Theater in Bonn, am Zimmertheater Tübingen und 1964 am Theater der Courage in Wien. Bereits 1965 wurde er ans Wiener Burgtheater engagiert, das bis 1992 sein Stammhaus blieb. Anschließend folgten wesentliche Arbeiten an der Berliner Schaubühne, bei den Salzburger Festspielen, am Münchener Residenztheater, in Frankfurt, am Staatstheater Stuttgart, am Schauspielhaus Zürich und in Düsseldorf, wobei er unter anderem mit Theaterregisseuren wie Peter Palitzsch, Leopold Lindtberg, Achim Benning und Claus Peymann zusammenarbeitete. Am 5. September 2002 spielte er Moritz Meister neben Traute Hoess in Thomas Bernhards Über allen Gipfeln ist Ruh in Wien am Theater in der Josefstadt unter der Regie von Wolf-Dietrich Sprenger.
Verheiratet ist Bißmeier mit der Theaterintendantin Barbara Bißmeier. Das Paar lebt in Wien und der Oststeiermark.

## Auszeichnungen
- 1979 Kainz-Medaille
- 1983 Kammerschauspieler
- 1985 Ludwig Dessoir Orden

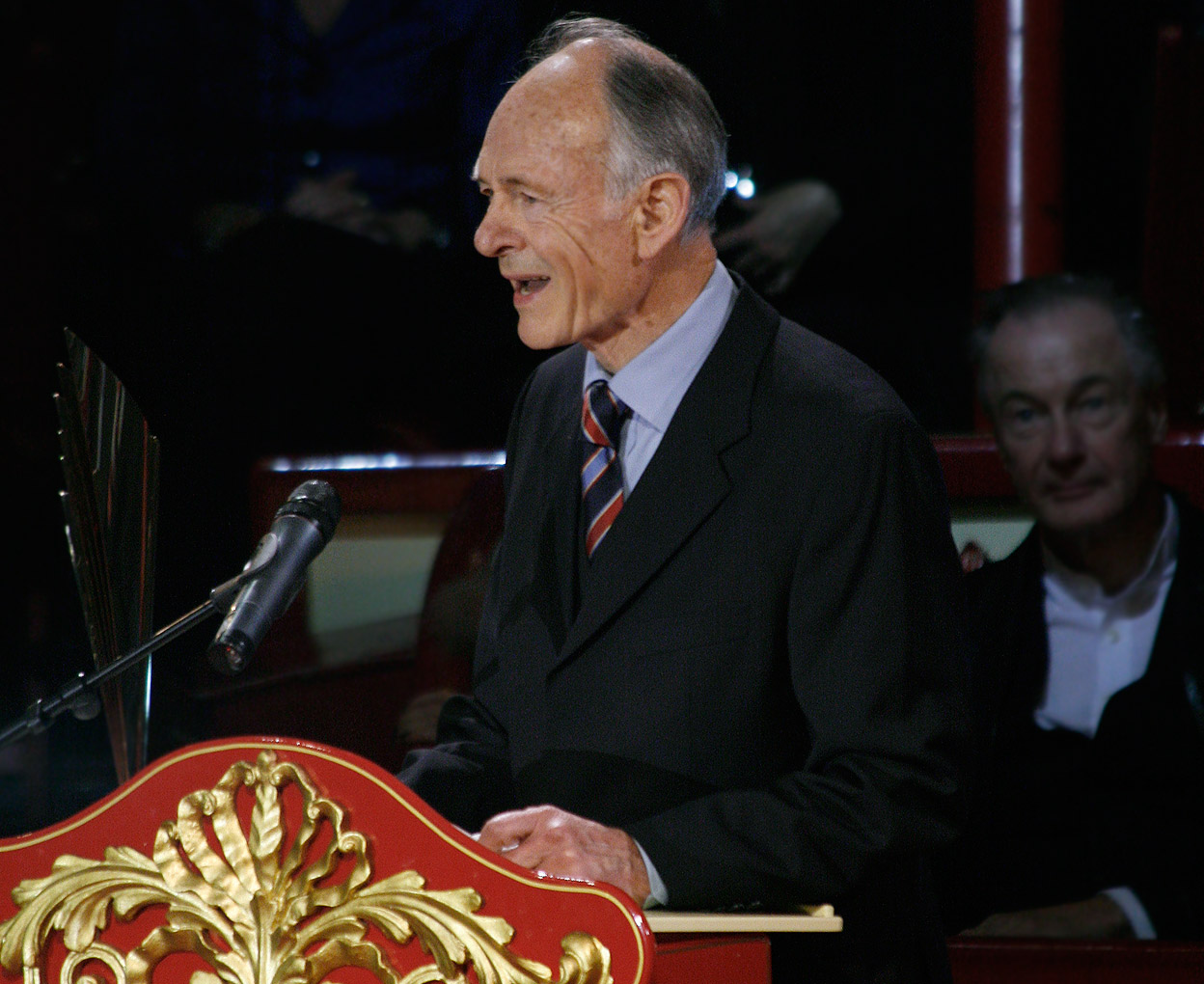
Joachim Bißmeier (2009)

- 2000 Bronzener Leopard des Filmfestivals Locarno
- 2002 Goldenes Ehrenzeichen für Verdienste um das Land Wien[2]
- 2003 Nestroy-Nominierung als Bester Schauspieler

## Filmografie (Auswahl)

### Film
- 1999: Ein Hauch von Sonnenschein
- 2000: Der Überfall
- 2001: Der Umweg
- 2003: Anatomie 2
- 2004: Silentium
- 2004: Napola – Elite für den Führer
- 2005: Merry Christmas
- 2005: Es ist ein Elch entsprungen
- 2010: Vielleicht in einem anderen Leben
- 2016: Jeder stirbt für sich allein (Alone in Berlin)

### Fernsehen
- 1967: Der Mieter
- 1973: Der Kommissar (Fernsehserie, Folge Die Nacht, in der Basseck starb)
- 1975: Derrick – Zeichen der Gewalt
- 1975: Die Rakete
- 1979–1998: Der Alte (Fernsehserie, verschiedene Rollen, 3 Folgen)
- 1985: Schwarz Rot Gold – Nicht schießen (Fernsehreihe)
- 1986: Der Aufstand
- 1987: Derrick – Mädchen in Angst
- 1991: Der Schwierige
- 1994: Derrick – Darf ich Ihnen meinen Mörder vorstellen?
- 1994–1996: Ärzte: Dr. Schwarz und Dr. Martin (Fernsehreihe)
- 1996: Die Halbstarken
- 1998, 2003: Kommissar Rex (Fernsehserie, verschiedene Rollen, 2 Folgen)
- 2001: Trautmann – Nichts ist so fein gesponnen (Fernsehreihe)
- 2004: Stauffenberg
- 2005: Spiele der Macht – 11011 Berlin
- 2005: Speer und Er (Fernsehdreiteiler) als Hans Flächsner
- 2006: Rosa Roth – In guten Händen (Fernsehreihe)
- 2010: Die Toten vom Schwarzwald
- 2010: Tatort: Borowski und eine Frage von reinem Geschmack (Fernsehreihe)
- 2011: Der Chinese (Fernsehzweiteiler)
- 2012: Konrad Adenauer – Stunden der Entscheidung
- 2012: Tatort: Alter Ego
- 2015: Marie Brand und das Erbe der Olga Lenau (Fernsehreihe)
- 2015: Brief an mein Leben
- 2016: Tatort: Wendehammer
- 2017: Kommissar Dupin – Bretonischer Stolz (Fernsehreihe)
- 2018: Bella Germania (Fernsehdreiteiler)
- 2020: Tatort: Krieg im Kopf

## Theaterrollen (Auswahl)
- Schriftsteller in Thomas Bernhards Die Jagdgesellschaft, Regie: Claus Peymann (1974)
- Hechingen in Hofmannsthals Der Schwierige, Salzburger Festspiele, Regie: Jürgen Flimm (1991)
- Antonio in Goethes Torquato Tasso, Schauspielhaus Zürich, Regie: Benjamin Korn (1995)
- Prof. Alexander Wladimirowitsch Serebrjakow in Anton Tschechows Onkel Wanja, Schaubühne Berlin, Regie: Andrea Breth (1998)
- Orgon in Molières Tartuffe, Berliner Ensemble, Regie: Tamás Ascher, (2000)
- Titelrolle in Arthur Schnitzlers Professor Bernhardi, Schauspielhaus Düsseldorf, Regie: Benjamin Korn (2000)
- Herr in August Strindbergs Unwetter, Schauspielhaus Zürich, Regie: Werner Düggelin (2001)
- Moritz Meister in Thomas Bernhards Über allen Gipfeln ist Ruh, Theater in der Josefstadt, Regie: Wolf-Dietrich Sprenger (2002)
- Der Doktor in Thomas Bernhards Der Ignorant und der Wahnsinnige, Theater in der Josefstadt, Regie: Wolf-Dietrich Sprenger (2005)
- Der alte Moser in Arthur Schnitzlers Der Ruf des Lebens, Theater in der Josefstadt, Regie: Franz Xaver Kroetz (2007)
- Dr.Dr.h.c.Walter K. von Hirschstein in Andres Veiels Das Himbeerreich, Staatstheater Stuttgart / Deutsches Theater Berlin, Regie: Andres Veiel (2013)